# VIII Krajowe Zawody Balonów Wolnych o Puchar im. płk. Aleksandra Wańkowicza
VIII Krajowe Zawody Balonów Wolnych o Puchar im. płk. Aleksandra Wańkowicza – zawody balonowe zorganizowane 17 maja 1936 w Toruniu.

## Historia
Po raz dugi zawody odbyły się w Toruniu i po raz drugi do zawodów przystąpiły również balony z cywilnych aeroklubów. 2 balony (Syrena i Legionowo) zgłosił Aeroklub Warszawski, po jednym Aeroklub Krakowski (Kraków), Lwowski (Sanok), Pomorski (Toruń) i Mościcki Klub Balonowy (Mościce). Pozostałe balony należały do Pierwszego (Gryf, Hel i Lwów) i 2 Batalionu Balonowego (Katowice, Łódź i Jabłonna). Napompowanej balony wyprowadzano z hali balonowej. Start zaplanowano o godzinie 16. Balony startowały co 5 minut w następującej kolejności: Sanok, Kraków, Mościce, Łódź, Lwów, Wilno, Syrena, Katowice, Gryf, Legionowo, Jabłonna i Hel.

## Wyniki
Z powodu wiatru wiejącego w złym kierunku kierownictwo zawodów zgodnie z regulaminem wybrało lot do celu zamiast lotu na odległość. Został wyznaczony punkt lądowania we wsi Białośliwie w powiecie wyrzyskim 93,5 km od Torunia. A dokładnie rozwidlenie dróg 2 km od stacji kolejowej Białośliwie.
| Zajęte miejsce | Nazwa balonu       | Załoga pilot pomocnik pilota                      | km od celu |
| -------------- | ------------------ | ------------------------------------------------- | ---------- |
| 1.             | Sanok 1600 m³      | por. Bronisław Koblański p. Władysław Kubica      | 0,9        |
| 2.             | Hel 750 m³         | por. Kazimierz Mensch por. Michał Filipkowski     | 1,8        |
| 3.             | Wilno 1200 m³      | por. Stanisław Brenk Zygmunt Osmański             | 3,0        |
| 4.             | Łódź, 750 m³       | por. Jan Bloch ppor. Jerzy Łaszewski              | 4,3        |
| 5.             | Jablonna, 750 m³   | por. Hubert Kolaszyński por. Sergiusz Masłakowiec | 4,8        |
| 6.             | Katowice, 1200 m³  | por. Stefan Sidor ppor. Zenon Kędzierski          | 5,0        |
| 7.             | Gryf, 1200 m³      | por. Michał Zub por. Witold Paszkiewicz           | 5,7        |
| 8.             | Legionowo, 1200 m³ | Józef Rojek Feliks Paszkowski                     | 6,9        |
| 9.             | Syrena, 1200 m³    | inż. Franciszek Janik Stefania Wojtulanisówna     | 8,7        |
| 10.            | Lwów 750m³         | por. Edward Wirszyłło por. Kazimierz Szargot      | 9,3        |
| 11.            | Mościce            | inż. Kłodnicki B. Kasprzak                        | 9,7        |
| 12.            | Kraków 750m³       | p. Włodarczyk p. Mysłowski                        | 11,7       |